# 铺散耳蕨
铺散耳蕨（学名：Polystichum diffundens）为鳞毛蕨科耳蕨属下的一个种。

## 扩展阅读
- 維基物種上的相關：铺散耳蕨